# Metaphycus pulchellus
Metaphycus pulchellus är en stekelart som först beskrevs av Howard 1898.  Metaphycus pulchellus ingår i släktet Metaphycus och familjen sköldlussteklar. Inga underarter finns listade i Catalogue of Life.